# Neolitsea
Neolitsea is een geslacht van groenblijvende struiken en kleine bomen uit de laurierfamilie (Lauraceae). De soorten komen voor in (sub)tropisch Azië en Australië.

## Soorten
- Neolitsea aciculata (Blume) Koidz.
- Neolitsea acuminatissima (Hayata) Kaneh. & Sasaki
- Neolitsea acuta (Teschner) Kamik.
- Neolitsea alongensis Lecomte
- Neolitsea amabilis Airy Shaw
- Neolitsea amboinensis Merr.
- Neolitsea andamanica Kosterm.
- Neolitsea angustifolia A.Chev.
- Neolitsea archboldiana C.K.Allen
- Neolitsea arfakensis Kaneh. & Hatus.
- Neolitsea aurata (Hayata) Koidz.
- Neolitsea aureosericea Kosterm.
- Neolitsea auricolor (Kosterm.) Kosterm.
- Neolitsea australiensis Kosterm.
- Neolitsea balakrishnanii Chakrab. & Goel
- Neolitsea bawangensis R.H.Miao
- Neolitsea bidoupensis Yahara & Tagane
- Neolitsea boninensis Koidz.
- Neolitsea brassii C.K.Allen
- Neolitsea brevipes H.W.Li
- Neolitsea buisanensis Yamam. & Kamik.
- Neolitsea cassia (L.) Kosterm.
- Neolitsea cassiifolia (Blume) Merr.
- Neolitsea chrysotricha H.W.Li
- Neolitsea chunii Merr.
- Neolitsea cinnamomea (Ridl.) Kosterm.
- Neolitsea coccinea B.C.Stone
- Neolitsea confertifolia (Hemsl.) Merr.
- Neolitsea cuipala (D.Don) Kosterm.
- Neolitsea daibuensis Kamik.
- Neolitsea dealbata (R.Br.) Merr.
- Neolitsea elaeocarpa H.Liu
- Neolitsea ellipsoidea C.K.Allen
- Neolitsea fischeri Gamble
- Neolitsea foliosa (Nees) Gamble
- Neolitsea formosa S.Moore
- Neolitsea fuscata (Thwaites) Alston
- Neolitsea gamblei Chakrab. & Diwakar
- Neolitsea gilva Koidz.
- Neolitsea glabra (Teschner) Kamik.
- Neolitsea hainanensis Yen C.Yang & P.H.Huang
- Neolitsea hiiranensis Tang S.Liu & J.C.Liao
- Neolitsea homilantha C.K.Allen
- Neolitsea hongiaoensis Yahara & Tagane
- Neolitsea hongkongensis (Chun) C.K.Allen
- Neolitsea howii C.K.Allen
- Neolitsea hsiangkweiensis Yen C.Yang & P.H.Huang
- Neolitsea impressa Yen C.Yang
- Neolitsea incana Elmer
- Neolitsea javanica (Blume) Backer
- Neolitsea kedahensis (Gamble) Gamble
- Neolitsea konishii (Hayata) Kaneh. & Sasaki
- Neolitsea kraduengensis Tagane & Yahara
- Neolitsea kwangsiensis H.Liu
- Neolitsea lancifolia (Thwaites) Kosterm.
- Neolitsea latifolia (Blume) S.Moore
- Neolitsea levinei Merr.
- Neolitsea longifolia (Teschner) Kamik.
- Neolitsea longipedicellata Yen C.Yang & P.H.Huang
- Neolitsea lunglingensis H.W.Li
- Neolitsea mannii (King ex Hook.f.) Chakrab.
- Neolitsea megacarpa Merr.
- Neolitsea menglaensis Yen C.Yang & P.H.Huang
- Neolitsea microphylla Merr.
- Neolitsea minor (Teschner) Kamik.
- Neolitsea mollissima (Gamble) Gamble
- Neolitsea nicobarica Goel & Chakrab.
- Neolitsea novoguinensis (Teschner) Kamik.
- Neolitsea oblongifolia Merr. & Chun
- Neolitsea obtusifolia Merr.
- Neolitsea ovatifolia Yen C.Yang & P.H.Huang
- Neolitsea pallens (D.Don) Momiy. & H.Hara
- Neolitsea papuana Merr.
- Neolitsea parvigemma (Hayata) Kaneh. & Sasaki
- Neolitsea paucinervia Merr.
- Neolitsea phanerophlebia Merr.
- Neolitsea pingbienensis Yen C.Yang & P.H.Huang
- Neolitsea pinninervis Yen C.Yang & P.H.Huang
- Neolitsea poilanei H.Liu
- Neolitsea polycarpa H.Liu
- Neolitsea pubescens (Teschner) Kamik.
- Neolitsea pulchella (Meisn.) Merr.
- Neolitsea purpurescens Yen C.Yang
- Neolitsea reticulata Kosterm.
- Neolitsea sanjappae M.K.Pathak, Bhaumik & Chakrab.
- Neolitsea sericea (Blume) Koidz.
- Neolitsea shingningensis Yen C.Yang & P.H.Huang
- Neolitsea siamensis Kosterm.
- Neolitsea sutchuanensis Yen C.Yang
- Neolitsea teschneriana C.K.Allen
- Neolitsea tomentosa H.W.Li
- Neolitsea triplinervia (Blume) Merr.
- Neolitsea umbrosa (Nees) Gamble
- Neolitsea undulatifolia (H.Lév.) C.K.Allen
- Neolitsea variabillima (Hayata) Kaneh. & Sasaki
- Neolitsea velutina W.T.Wang
- Neolitsea villosa (Blume) Merr.
- Neolitsea vuquangensis Mitsuyuki & Yahara
- Neolitsea wushanica (Chun) Merr.
- Neolitsea zeylanica (Nees & T.Nees) Merr.

... · 
Apollonias · 
Beilschmiedia · 
Cinnamomum · 
Laurus · 
Ocotea · 
Persea · 
Ravensara · 
Sassafras · 
...